# Paraphysa scrofa
Paraphysa scrofa är en spindelart som först beskrevs av Molina 1788.  Paraphysa scrofa ingår i släktet Paraphysa och familjen fågelspindlar. Inga underarter finns listade i Catalogue of Life.